# Scaptia brevipalpis
Scaptia brevipalpis är en tvåvingeart som beskrevs av Krober 1931. Scaptia brevipalpis ingår i släktet Scaptia och familjen bromsar. Inga underarter finns listade i Catalogue of Life.